# Лазар Мусић
Лазар Мусић (Звечан; пре 1358. - Косово поље; 15. јун 1389) је био српски средњовековни племић из породице Мусића. Био је властелин моравског кнеза Лазара Хребељановића.

## Биографија
Лазар је био средњи син челника Мусе и Драгане, сестре кнеза Лазара Хребељановића. О њему је сачувано знатно мање података него о његовом брату Стефану.
Рођен је неколико година после старијег брата, а пре најмлађег брата Јована за кога се претпоставља да је рођен 1358. године. Вероватно је рођен у Звечану који се до 1363. године (када га је мењао са Војиславом Војиновићем) налазио у поседу челника Мусе. Лазар је добио име по свом ујаку, кнезу Лазару. Обичај средњег века био је да се прва два сина васпитавају и припремају за властеоску каријеру. Такав је случај и са Мусићима. Као и старији брат, и Лазар је носио титулу господина. У домаћим изворима се Лазар редовно помиње уз Стефана. Први пут га срећемо у повељи кнеза Лазара из 1381. године. Лазарев отац, Муса, се тада последњи пут помиње. После очеве смрти Стефан је постао глава породице. Међутим, није управљао њеним поседима самостално, већ уз Лазара и мајку Драгану. Лазарева судбина везана је за старијег брата. Насликани су заједно на ктиторском портрету у цркви Светог Ваведења у Новој Павлици. Браћа су заједно учествовала у Косовској бици у којој су и погинули.
Дубровачки акт из 1402. помиње да су тада у Дубровнику боравили Стефан Мусић и мајка му Јелена. Сматра се да се радило о удовици Лазара Мусића и њеном сину који је, по свему судећи, име добио по стрицу.